# 4º Stormo

Wappen des 4º Stormo

4º Stormo „Amedeo d’Aosta“ ist der Name des 4. Jagdgeschwaders der italienischen Luftwaffe. Es ist nach seinem ehemaligen Kommandeur, Amadeus von Savoyen, Herzog von Aosta, benannt. Das Geschwader ist auf dem Militärflugplatz von Grosseto (Toskana) stationiert und mit Kampfflugzeugen vom Typ Eurofighter ausgerüstet.

## Auftrag
Das Geschwader ist in das Luftverteidigungssystem Italiens und der NATO integriert und wird operativ vom Comando delle Operazioni Aeree – COA in Poggio Renatico bzw. vom NATO Combined Air Operations Centre TJ in Torrejón de Ardoz bei Madrid geführt. Seit dem 16. Dezember 2005 hält es mit seinen neuen Eurofightern eine Alarmrotte bereit. Es ist insbesondere für die Sicherheit des Luftraumes über der Stadt Rom verantwortlich. Eine der beiden fliegenden Einheiten des Geschwaders ist für die Ausbildung aller italienischen Eurofighter-Piloten zuständig.

## Organisation
Das Geschwader gliedert sich in zwei fliegende Gruppen in Staffelstärke:
- 9º Gruppo CIO (Jagdstaffel)
- 20º Gruppo AO (Ausbildungsstaffel mit Zweisitzern)

Daneben unterstehen dem Geschwader folgende Gruppen:
- 404º Gruppo STO (Technische Unterstützung)
- 504º Gruppo SLO (Logistische Unterstützung)
- 904º Gruppo Efficenza Aeromobili (Flugzeuginstandhaltung)
- Gruppo Difesa (Objektschutz, Flugabwehr)

Hinzu kommt eine SAR- und Verbindungsstaffel (604ª Squadriglia), die mit Hubschraubern vom Typ Agusta AB-212 und Flugzeugen vom Typ Aermacchi MB 339 und S-208M (leichte Verbindungsflugzeuge) ausgestattet ist.

## Geschichte

### Die Anfänge

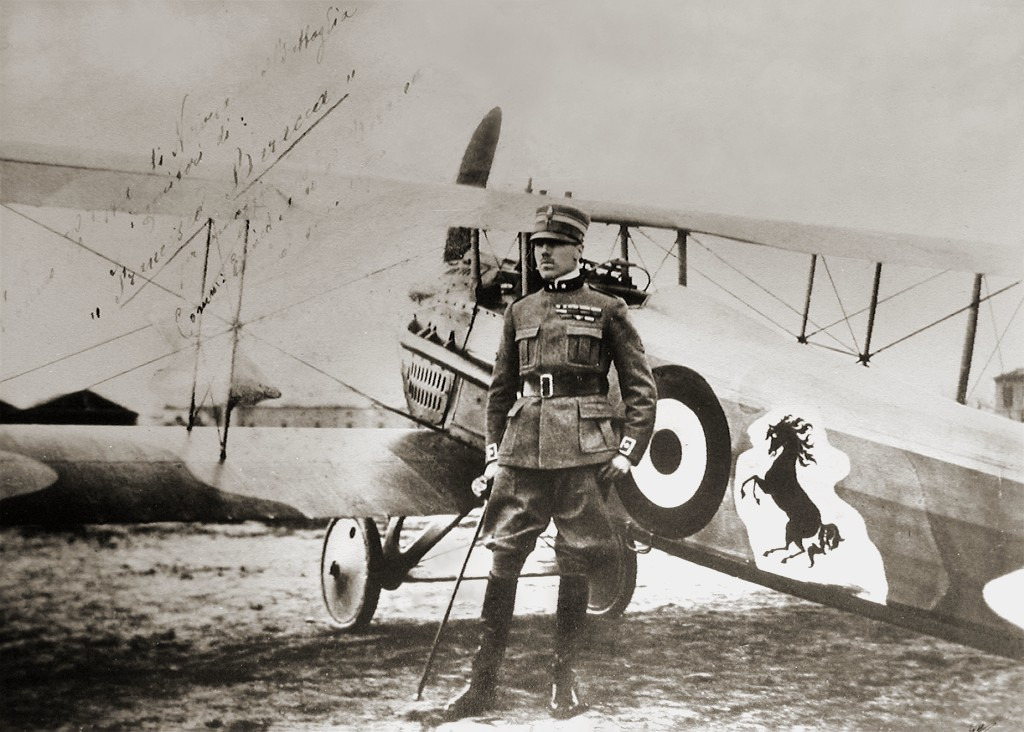
Francesco Baracca, 91. Sq.

Das 4. ist eines der traditionsreichsten und höchstdekorierten Geschwader in der italienischen Luftwaffe. Es entstand am 1. Juni 1931 auf dem Flugplatz von Campoformido bei Udine durch die Zusammenfassung der bereits bestehenden 9º Gruppo (vom 1º Stormo) und der 10º Gruppo. Letztere bestand aus Staffeln (Squadriglie), die sich bereits im Ersten Weltkrieg besonders ausgezeichnet hatten, darunter die 91ª Squadriglia Francesco Baraccas. Sein Pferde-Symbol nahm man 1933 als Geschwader-Wappen an. Das mit der Fiat CR.20 ausgerüstete Geschwader verlegte seinen Sitz noch 1931 auf den Flugplatz von Merna bei Görz. Von Mai 1933 bis März 1934 wurde das 4. von einem Mitglied des Königshauses Savoyen, dem Herzog von Aosta kommandiert, der als begeisterter Pilot viel zum starken Korpsgeist des Verbandes beitrug. Mit seinem Namen nahm das Geschwader später auch die Herzogskrone und den so genannten Savoyer Knoten in das Wappen auf. In den Jahren danach stellte das 4. eine Kunstflugstaffel, die u. a. in Budapest (1936–37), Belgrad (1938) und Berlin (1939) erfolgreiche Auftritte hatte. In diesen Jahren rüstete man auch auf die beliebte Fiat CR.32 um, mit der das Geschwader mit Teilen auch am Spanischen Bürgerkrieg teilnahm. 1939 erfolgte die Umrüstung auf die Fiat CR.42, mit der die 9º Gruppo ins Piemont verlegte und die 10º Gruppo nach Libyen. Obwohl man selbst in Italien schon modernere Eindecker mit einziehbarem Fahrwerk baute, musste das 4º Stormo zunächst mit Doppeldeckern in den Kampf gegen britische Hawker Hurricanes.

### Der Zweite Weltkrieg
Kurz nach dem italienischen Kriegseintritt am 10. Juni 1940 verlegte auch die 9º Gruppo nach Süden, zunächst nach Comiso auf Sizilien und dann ebenfalls nach Nordafrika, wo das Geschwader dann vor allem von Tobruk aus operierte und mit seinen knapp 50 veralteten Flugzeugen erhebliche Verluste erlitt. Im Dezember 1940 kehrten beide Gruppen nach Görz zurück und rüsteten auf die bessere Macchi MC.200 um, mit der sie dann auch für kurze Zeit in Jugoslawien zum Einsatz kamen. Danach verlegte die 10º Gruppo nach Catania auf Sizilien, um an den Kämpfen über Malta teilzunehmen. Die 9º Gruppo verblieb vorübergehend in Görz und rüstete auf die gute Macchi MC.202 um, mit der man dann wiederum von Comiso aus über Malta relativ erfolgreich zum Einsatz kam. Teile des Geschwaders verlegten wegen der alliierten Gegenoffensive im Herbst 1941 wiederum nach Nordafrika. Anfang 1942 erhielt auch die 10º Gruppo in Campoformido (Udine) die neue Macchi MC.202. Im April 1942 verlegte das gesamte Geschwader kurz nach Gela auf Sizilien, um erneut an den Kämpfen über Malta teilzunehmen. Im Mai ging es wieder nach Nordafrika (Martuba, Sidi el-Barrani, Fuka), wo man die Gegenoffensive Rommels unterstützte. Am 26. August 1942 griff das 4. zusammen mit dem 1. Geschwader den britischen Flugplatz von Gambut an, wo zahlreiche britische Jagdflugzeuge am Boden zerstört wurden. In den verlustreichen Kämpfen bei El Alamein und beim nachfolgenden Rückzug fielen u. a. die beiden Gruppenkommandeure des 4. Geschwaders. Vor allem in dieser Zeit begann man auch bei den Alliierten, das 4. als Elitegeschwader zu bezeichnen. Bis Januar 1943 kehrten die letzten Teile des 4º Stormo nach Campoformido zurück, um z. T. auf die moderne Macchi MC.205 umzurüsten. Ab März 1943 kämpften Teile des Geschwaders von Mailand-Bresso, Rom-Ciampino und dann vor allem von Catania aus gegen die alliierte Übermacht. Bei den heftigen Luftkämpfen über Süditalien fielen die besten Piloten des Geschwaders, darunter Franco Lucchini und Leonardo Ferrulli. Nach der Landung der Alliierten auf Sizilien zog sich das 4. nach Kalabrien und dann nach Apulien (Gioia del Colle) zurück. Bis zu diesem Zeitpunkt hatte das Geschwader fast 600 feindliche Flugzeuge abgeschossen, 215 weitere Abschüsse galten als wahrscheinlich. Als am 8. September 1943 der Waffenstillstand mit den Alliierten in Kraft trat, löste sich ein Großteil der italienischen Armee auf. Im Bereich der Luftwaffe kämpften Teile im Rahmen der Aeronautica Nazionale Repubblicana der faschistischen Repubblica Sociale Italiana aufseiten der Deutschen weiter, andere Teile, darunter das 4º Stormo, im Rahmen der Aeronautica Cobelligerante Italiana aufseiten der Alliierten. In den nächsten Monaten operierte das 4. Geschwader unter erheblichen logistischen Schwierigkeiten von den fast völlig zerstörten apulischen Stützpunkten in Gioia del Colle und Castrovillari aus über Jugoslawien, wo man hauptsächlich isolierte italienische Einheiten und Partisanenverbände aus der Luft unterstützte. Auf diese Weise verhinderte man auch eine direkte Konfrontation mit den italienischen ANR-Piloten. Im Sommer 1944 stellten die Alliierten dem Geschwader Flugzeuge vom Typ P-39 Air Cobra zur Verfügung, die sich relativ gut für Angriffe auf Bodenziele eigneten. Bei dieser Gelegenheit stellte man vorübergehend auch wieder die 12º Gruppo auf. Bis Kriegsende fielen etliche weitere, auch erfahrene Piloten des Geschwaders.

### Der Wiederaufbau

Wappen 9º Stormo „Francesco Baracca“

Im Jahr 1946 erhielt das 4º Stormo die P-38 Lightning, mit der man zwei Jahre später nach Neapel-Capodichino umzog. Bis zur Indienststellung der Vampire, des ersten Strahlflugzeugs in der italienischen Luftwaffe, flog man auch die P-51 Mustang.
Im Jahr 1949 verlieh die neue Republik Italien der Truppenfahne des 4º Stormo als Anerkennung für die Einsätze zwischen 1940 und 1945 den höchsten italienischen Militärorden.
1954 erfolgte der Ausbau des Geschwaders zur 4. Luftbrigade (bis 1966) mit den fliegenden Gruppen 9, 10 und 12. In dieser Struktur zog man 1956 auf den Militärflugplatz von Pratica di Mare bei Rom um und erhielt kurz danach die neue, in Lizenz gebaute F-86 Sabre. Mit dieser Maschine stellte man innerhalb des Verbandes auch die Kunstflugstaffel Cavallino Rampante auf, welche u. a. auch in Paris auftrat.
Von 1959 bis 1962 verlegte der Verband nach und nach von Pratica di Mare nach Grosseto, wo er auch heute noch zu Hause ist. Kurz danach erhielt man die ersten italienischen F-104 Starfighter. 1966 ging die 12º Gruppo an das 36º Stormo nach Gioia del Colle, die 10º Gruppo an das wieder aufgestellte 9º Stormo nach Grazzanise bei Neapel. Bei dieser Gelegenheit nahm das 4º Stormo mit der 9º Gruppo das weiße Pferd vor schwarzem Hintergrund als Wappen an, das 9º mit der 10º Gruppo das schwarze vor weißem Hintergrund.

### Die Starfighter-Ära

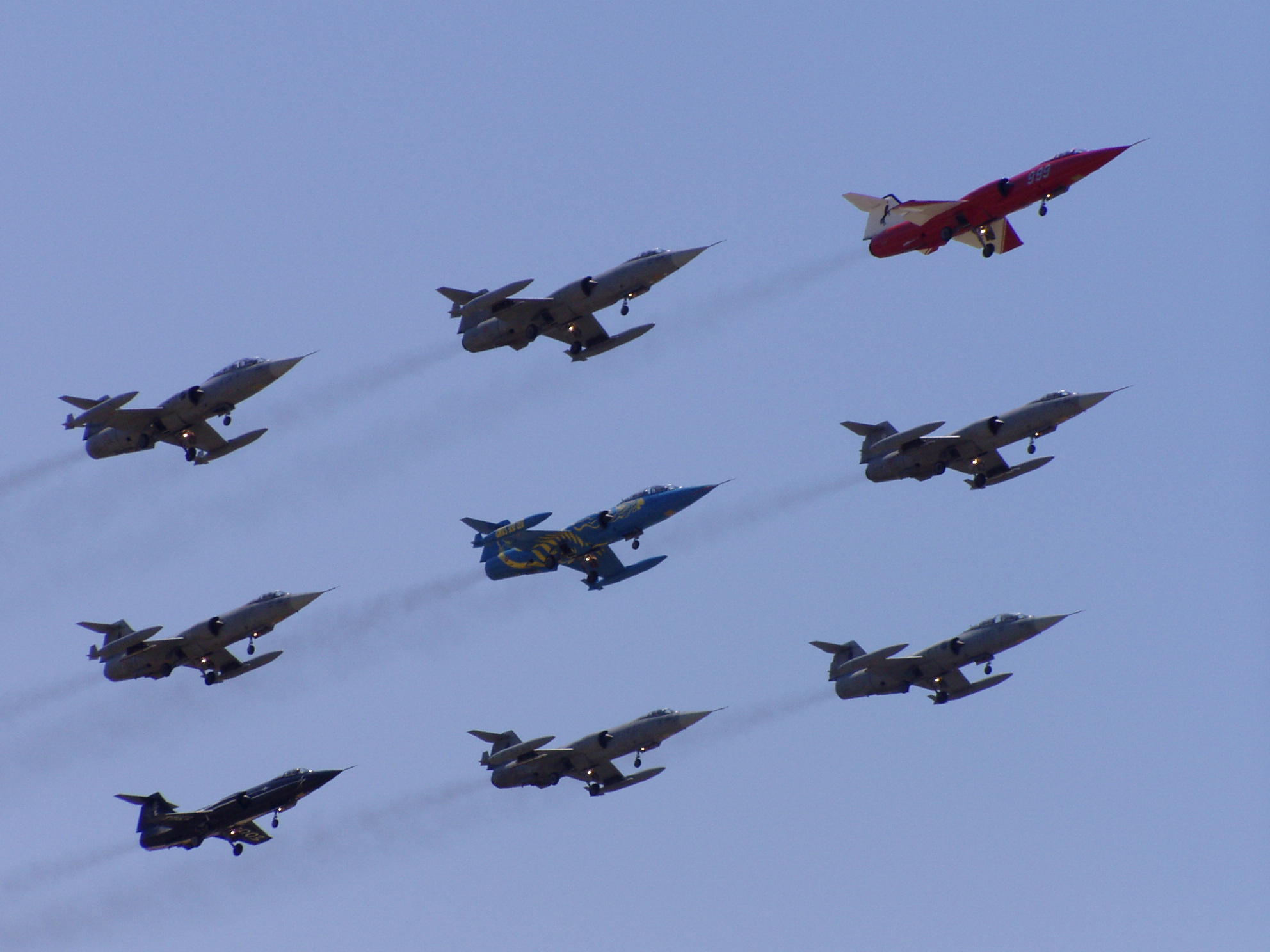
Starfighter in Pratica di Mare

Die italienische Luftwaffe beschaffte zwischen 1962 und 1979 insgesamt 105 F-104G (deutsche bzw. europäische Version), 20 RF-104G (Aufklärer) und 30 TF-104G (doppelsitzige Trainer, davon 6 gebraucht von der Bundeswehr) sowie 205 F-104S. Fast alle wurden in Italien in Lizenz gebaut. Die F-104G wurden 1983 bis auf wenige Exemplare aus dem Truppendienst genommen. Bei der ab 1968 eingeführten F-104S handelte es sich um eine verbesserte, allwettertaugliche italienische Version mit der Sparrow-Rakete, einem Radar des Typs NASARR F15G (Jäger) bzw. R-21G/H (Jagdbomber) und stärkeren Triebwerken des Typs J79-GE-19. Bei den Jägern musste wegen der technischen Modifizierungen die Vulcan-Bordkanone ausgebaut werden. Von 1986 bis 1993 wurden 147 dieser Maschinen mit der modifizierten italienischen Aspide-Rakete und einem Radar des Typs FIAR R21G/M1 „Setter“ ausgestattet (F-104S-ASA). Auch die verbesserte AIM-9L Sidewinder konnte eingesetzt werden. Modernere und platzsparende Technik erlaubte auch den Wiedereinbau der Bordkanone. Ende der 1990er Jahre brachte man noch 49 Flugzeuge und 15 doppelsitzige TF-104G durch strukturelle Verbesserungen an der Zelle und neue Avionik auf den Standard ASA/M (Aggiornamento Sistema d'Arma/Modificato). Auch in Italien gab es vor allem in der Anfangsphase zahlreiche Unfälle mit dem Starfighter: in 42 Jahren gingen von insgesamt 360 Maschinen 137 verloren (38 %). Auf die Piloten übte das Flugzeug jedoch bis zuletzt eine unbeschreibliche Faszination aus.
Die ersten Starfighter wurden ab März 1963 bei der 9º Gruppo des 4º Stormo eingeführt. Gegen Ende dieses Jahres trafen in Grosseto auch die ersten doppelsitzigen Trainer vom Typ TF-104G ein, mit denen man 1965 die 20º Gruppo als Ausbildungseinheit wiederaufstellte, die jedoch bis 1985 selbständig blieb und erst dann dem 4º Stormo truppendienstlich unterstellt wurde. Neben der Ausbildung aller Starfighter-Piloten war man in Grosseto auch für die technische Überholung aller F-104 zuständig, soweit dies nicht andere Verbände selbständig erledigen konnten oder in Regie von Industriebetrieben geschah. Insofern blieb Grosseto über vier Jahrzehnte hinweg das Zentrum der italienischen Starfighter-Flotte, die (von Norden nach Süden) folgendermaßen organisiert war:
| Militärflugplatz | Geschwader | Staffeln | Zeitraum           | Anmerkungen                                |
| ---------------- | ---------- | -------- | ------------------ | ------------------------------------------ |
| Cameri           | 53º Stormo | 21       | 1967 bis 1997      | Jäger                                      |
| Ghedi            | 6º Stormo  | 154      | 1964 bis 1983      | Jagdbomber, dann Tornado                   |
| Piacenza         | 50º Stormo | 155      | 1965 bis 1986      | dann Tornado; z. T. in Istrana u. Ghedi    |
| Verona           | 3º Stormo  | 28, 132  | 1964 bis 1993      | Aufklärer und Jagdbomber, dann AMX         |
| Istrana          | 51º Stormo | 22       | 1969 bis 1999      | Jäger                                      |
| Rimini           | 5º Stormo  | 23, 102  | 1964 bis 2002      | dann F-16 bzw. Tornado in Cervia und Ghedi |
| Grosseto         | 4º Stormo  | 9, 20    | 1963 bis 2004      | Jäger und Trainer, dann Eurofighter        |
| Grazzanise       | 9º Stormo  | 10       | 1967 bis 2003      | Jäger                                      |
| Gioia del Colle  | 36º Stormo | 12, 156  | 1965 bis 1984/1995 | Jäger und Jagdbomber, dann Tornado         |
| Trapani          | 37º Stormo | 18       | 1984 bis 2003      | Jäger und Jagdbomber, dann F-16            |

(Die Jagdbomberstaffeln in Ghedi, Rimini und Gioia del Colle konnten im Rahmen der so genannten nuklearen Teilhabe amerikanische Atombomben einsetzen. In Norditalien wurde die Luftverteidigung durch zwölf Flugabwehrraketeneinheiten der 1ª Brigata Aerea mit der Nike Hercules ergänzt, die in der Poebene in Form eines großen Kreuzes von West nach Ost und von Nord nach Süd aufgestellt waren. Dazu kamen dort noch die – operativ von der Luftwaffe geführten – Hawk-Raketen des Heeres.)
Die ab 1970 mit der F-104S ausgerüstete 9º Gruppo des 4º Stormo in Grosseto agierte auf Grund ihrer geografischen Position oft als Reserveeinheit und verstärkte im Bereich der Luftverteidigung die anderen sechs Jagdstaffeln in Nord- und Süditalien. Bis zur Aufstellung des 37º Stormo in Trapani im Jahr 1984 (und wegen mancher Spannungen mit Libyen auch danach) wurden immer wieder Flugzeuge zur Sicherung der Südflanke dorthin abkommandiert. Daneben nutzte man regelmäßig den Militärflugplatz Decimomannu (Sardinien) für Luftkampfübungen mit anderen italienischen und NATO-Staffeln.
Im Jahr 1980 spielten zwei Flugzeuge des 4º Stormo eine inzwischen angeblich geklärte Rolle beim Flugzeugabsturz von Ustica.

### Die Eurofighter-Typhoon-Ära

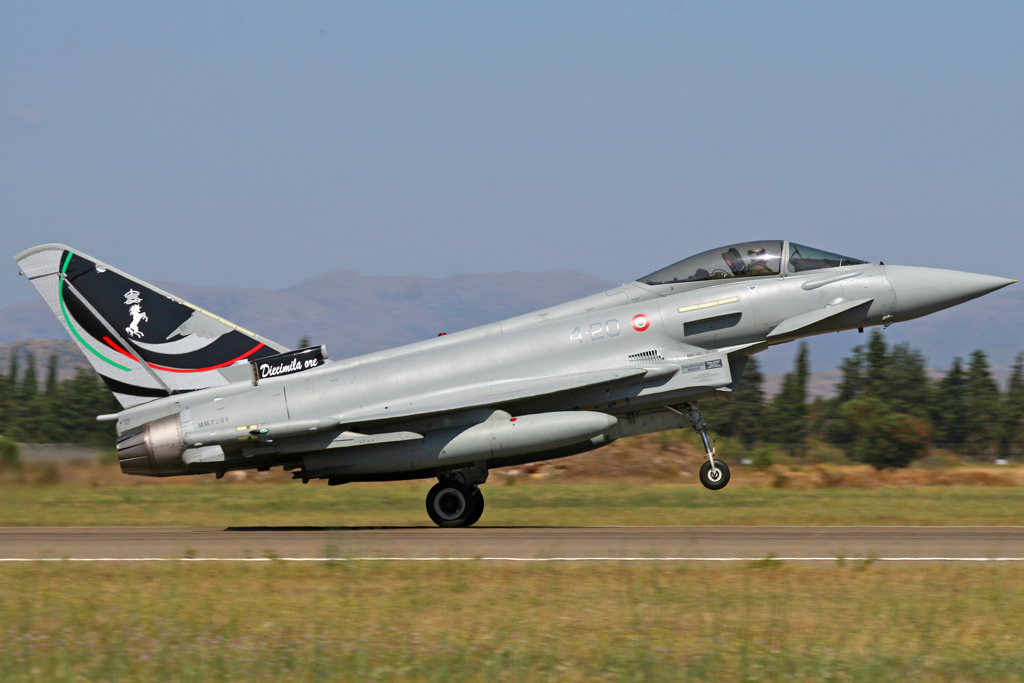
Eurofighter des 4º Stormo in Sonderbemalung (10.000 Flugstunden)

Wie die anderen am Eurofighter-Programm beteiligten Luftstreitkräfte rechnete auch die italienische Luftwaffe Mitte der 1980er Jahre mit einer Einführung des Jäger 90 Mitte oder spätestens Ende der 1990er Jahre. Der Generalstab der Aeronautica Militare hatte zwar einige Zeit mit der F-16 als Starfighter-Ersatz geliebäugelt, doch industriepolitische Gründe fielen bald sehr viel stärker ins Gewicht. Als um 1990 offenkundig wurde, dass sich das Projekt für ein neues Jagdflugzeug erheblich verzögern würde, geriet die italienische Luftwaffe (wie auch die Deutsche Luftwaffe mit ihren F-4F Phantom) in eine immer kritischere Lage. Als Zwischenlösung dachte man 1993 an den Kauf von 70 F-16. Da sich Italien damals in einer erheblichen finanzpolitischen Krise befand und das schon damals gefährdete Eurofighter-Projekt (EFA) nicht torpedieren wollte, verzichtete man (auch mit Blick auf die so genannte Friedensdividende) auf den Kauf oder das Leasing von US-Flugzeugen (auch von aus Frankreich angebotenen Mirage 2000; Frankreich ist nicht im Eurofighter-Programm). Stattdessen wurden 24 britische Tornados in der Abfangversion ADV geleast und die alten Starfighter erneut kampfwertgesteigert (ASA- und ASAM-Versionen mit moderner Avionik). Die Abfangjägerversion des Tornado war seinerzeit konzipiert worden, um sowjetische Bomber nördlich der britischen Inseln abzufangen. Sie ist für andere Luftverteidigungsaufgaben eher ungeeignet. Die vorwiegend beim 36º Stormo in Gioia del Colle (Apulien) eingesetzten britischen Tornados gingen nach Ende des zehnjährigen Leasing-Vertrages 2004 wieder nach Großbritannien zurück. Um das Jahr 2000 herum hatte Italien keine nennenswerte Luftverteidigung mehr, da man aus finanziellen Gründen davor auch auf Patriot-Raketen verzichtet hatte. Als weitere Zwischenlösung wurden dann doch 34 amerikanische F-16ADF geleast (5º Stormo in Cervia bei Rimini und 37º Stormo in Trapani) und die wenigen verbliebenen Starfighter 2004 definitiv aus dem Truppendienst genommen. Den Ausbildungsstand der Piloten und des technischen Personals hielt man dank der beiden F-16-Staffeln und durch Personalaustauschprogramme mit den USA und Kanada aufrecht.
Traditionsgemäß erhielt 2004 das 4º Stormo den ersten italienischen Eurofighter Typhoon (vom Flugversuchszentrum in Pratica di Mare abgesehen) und wurde erneut zum Zentrum für Ausbildung und Instandhaltung eines neuen Jägers. Nur selten in der Geschichte der italienischen Luftwaffe wurde ein neues Kampfflugzeug mit solchem Hochdruck in Dienst gestellt wie im Fall des F/TF-2000A Typhoon, so die Eurofighter-Bezeichnung in Italien. Dabei musste das 4º Stormo einen Sprung von der Starfighter-Generation zur übernächsten Kampfflugzeuggeneration machen. Dennoch war es das erste Geschwader der am Eurofighter-Programm beteiligten Nationen, dass das Flugzeug operativ in Dienst stellte. Eine erste Alarmrotte wurde bereits im Dezember 2005 aktiviert. F-2000A Typhoons des 4º Stormo beteiligten sich kurz danach an der Sicherung des Luftraumes über Nordwestitalien während der Olympischen Winterspiele in Turin.
Ab Oktober 2007 wurde neben dem 4º Stormo in Grosseto auch das 36º Stormo in Gioia del Colle mit dem Eurofighter Typhoon ausgerüstet.